# Wojciech Kriegseisen
Wojciech Stanisław Kriegseisen (ur. 8 maja 1955 w Słupsku) – polski historyk, profesor nauk humanistycznych. Jest profesorem nadzwyczajnym w Wydziale Historycznym Uniwersytetu Warszawskiego oraz dyrektorem Instytutu Historii im. Tadeusza Manteuffla Polskiej Akademii Nauk. Specjalizuje się w historii nowożytnej.

## Życiorys
W 1978 ukończył studia historyczne na Wydziale Historycznym Uniwersytetu Warszawskiego. W 1985 uzyskał stopień doktora nauk humanistycznych. Habilitował się w 1997 w zakresie historii, specjalność: historia nowożytna Polski. W 2012 otrzymał tytuł naukowy profesora nauk humanistycznych.
Pełni funkcję dyrektora Instytutu Historii im. Tadeusza Manteuffla PAN. Pracuje też w Instytucie Historycznym UW (od 1999) jako profesor nadzwyczajny. Został członkiem Komitetu Nauk Historycznych PAN (również w kadencji 2020–2023) oraz członkiem korespondentem Wydziału II Nauk Historycznych, Społecznych i Filozoficznych Towarzystwa Naukowego Warszawskiego.
Pod jego kierunkiem w 2007 stopień naukowy doktora uzyskał Maciej Ptaszyński.
Redaktor naczelny rocznika Odrodzenie i Reformacja w Polsce. W latach 2000–2010 był redaktorem naczelnym Kwartalnika Historycznego.

## Ważniejsze publikacje
- Samorząd szlachecki w Małopolsce w latach 1669–1717 (1989)
- Sejmiki Rzeczypospolitej szlacheckiej w XVII i XVIII wieku (1991)
- Sejm Rzeczypospolitej szlacheckiej (do 1763 roku): geneza i kryzys władzy ustawodawczej (1995)
- Ewangelicy polscy i litewscy w epoce saskiej: (1696–1763): sytuacja prawna, organizacja i stosunki międzywyznaniowe (1996)
- Stosunki wyznaniowe w relacjach państwo-kościół między reformacją a oświeceniem : (Rzesza Niemiecka, Niderlandy Północne, Rzeczpospolita polsko-litewska) (2010)